# Rayón, San Luis Potosí
Rayón là một đô thị thuộc bang San Luis Potosí, México. Năm 2005, dân số của đô thị này là 14616 người.